# GEN Corporation
La empresa GEN corporation es una empresa japonesa que se encuentra en la ciudad de Matsumoto, Prefectura de Nagano. Se encarga de producir los Helicópteros en kit GEN H-4 y los motores GEN 125, que son los que utilizan estos helicópteros.

## Historia
La empresa fue hecha por Gennai Yanagisawa, el cual no solo es el presidente de la empresa, sino también el hombre detrás del diseño de este helicóptero.

## Personas importantes para la empresa
- Presidente Gennai Yanagisawa
- Yokoyama Yasushi (familiarizado con la aeronave)
- Secretario Sakamaki Tami